# Aiteta damnipennis
Aiteta damnipennis är en fjärilsart som beskrevs av Walker 1865. Aiteta damnipennis ingår i släktet Aiteta och familjen trågspinnare. Inga underarter finns listade i Catalogue of Life.